# La Versanne
La Versanne – miejscowość i gmina we Francji, w regionie Owernia-Rodan-Alpy, w departamencie Loara.
Według danych na rok 1990 gminę zamieszkiwało 308 osób, a gęstość zaludnienia wynosiła 20 osób/km² (wśród 2880 gmin regionu Rodan-Alpy La Versanne plasuje się na 1321. miejscu pod względem liczby ludności, natomiast pod względem powierzchni na miejscu 746.).